# マーヘヴナのクフーリン
『マーヘヴナのクフーリン』（英語: Cuchulain of Muirthemne）はオーガスタ・グレゴリーの作家としてのデビュー作。1902年初版。マロリーの『アーサー王の死』をモデルとし、アイルランドの伝説上の英雄クフーリンにまつわる伝承を収集・編集してひとつながりの物語の形に整えた再話文学であり、語り口として「キルタータン語」とグレゴリーの呼ぶアイルランド英語の一種を採用した方言文学でもある。
「マーヘヴナのクフーリン」という転写はこの作品の第一章のみを日本語訳した山宮允に依るもので、日本語文献ではこの他にも様々な転写に基づいた題名で呼ばれている。

## 評価・反応
『マーヘヴナのクフーリン』は商業的な成功を収めた。海外においても読者を獲得し、アメリカでは時の大統領セオドア・ルーズベルトや、『トムソーヤの冒険』のマーク・トウェインがグレゴリーに感想を寄せている。なおグレゴリーはルーズベルトと、1911年におけるアベイ座のニューヨーク公演に際し直接面会する機会を得てもいる。
W・B・イェイツは、デビュー以前のグレゴリーの執筆能力を評価しておらず、またゲール語からの翻訳能力を有していないとも考えていた。事実、後者に関してはイェイツの見立ては正しく、『マーヘヴナのクフーリン』が直接依拠していたのはアレクサンダー・カーマイケルが採集した口碑や、アンリ・ダルボワ・ド・ジュバンヴィル、クノ・マイアー、ユージン・オカリー、ホイットリー・ストークス、エルンスト・ヴィンディシュ,
ハインリヒ・ツィマーなどのケルト学者らによる古文献の翻訳成果である。しかし、『マーヘヴナのクフーリン』に先立ってグレゴリーが試作した「ウシュナの子」（クフーリンの伯父である王がうら若い娘デアドラを娶らんとして、彼女の恋人を謀殺する物語）や「クフーリンの死」の再話を読んで考えを改め、以来彼女の執筆を精神的に支援するようになった。

## 書誌情報
- W・B・イェイツ、A・P・グレイヴス 山宮允訳 (1925), 世界童話大系8 愛蘭篇 イエイツ童話集・グレイヴズ童話集, doi:10.11501/978859

底本のうちの一冊、A・P・グレイヴスの Irish Fairy Book が「マーヘヴナのクフーリン」の第一章のみを収録していたため、この『世界童話大系8 愛蘭篇』にも第一章のみが日本語訳されていて収録されている。著作権保護期間は終了しており、ウィキソースにて閲覧可能。  オーガスタ・グレゴリー「マーヘヴナのクフーリン」 
- A.カーマイケル、J.ジェイコブズ、グレゴリー夫人 三宅忠明、森定万里子訳 (2000), デァドラ精選シリーズ2 デァドリー

第七章「ウシュナの子」の翻訳のみ収録。